# Río Agói
El río Agói (del ruso: Агой) es un río del krai de Krasnodar, en el Cáucaso Occidental, en el sur de Rusia. Discurre completamente por el raión de Tuapsé. Desemboca en el mar Negro en Agói.

## Curso
Nace en las vertientes meridionales del Cáucaso occidental, en la ladera suroccidental del monte Agói (958 m). Sus principales afluentes son el arroyo Kolajo (15 km), el Sateniuk y el Tube. Tiene alrededor de 19 km de longitud en los que discurre predominantemente en dirección sur, en su curso alto y medio formando un desfiladero y en el bajo un ancho valle. En el periodo de crecidas su caudal aumenta hasta los 600 m³/s. En su orilla izquierda se hallan fuentes minerales. Pasa por Agúi-Shapsug y Agói.